# Дмитро Мигай
Дмитро Мигай (Митка) (? — 1659) — український військовий діяч доби Гетьманщини. Генеральний бунчужний (1651—1659).

## Біографія
За походженням серб. На початку Хмельниччини служив у найманій хоругві армії Речі Посполитої. Потрапив у полон і перейшов на бік козаків.
З 1651 по 1659 рік — генеральний бунчужний в урядах гетьманів Богдана Хмельницького та Івана Виговського. Учасник битв Хмельниччини, а також — Конотопської битви.
11 вересня 1659 року вбитий на раді в Германівці козаками з Переяславського полку Тиміша Цицюри — як прибічник Виговського.